# Constant Huret
Constant Huret (ur. 26 stycznia 1870 w Ressons-le-Long – zm. 18 września 1951 w Paryżu) – francuski kolarz torowy i szosowy, złoty medalista torowych mistrzostw świata.

## Kariera
Największy sukces w karierze Constant Huret osiągnął w 1900 roku, kiedy zdobył złoty medal w wyścigu ze startu zatrzymanego zawodowców podczas torowych mistrzostw świata w Paryżu. W zawodach tych bezpośrednio wyprzedził dwóch rodaków: Edouarda Taylora oraz Émile'a Bouhoursa. W tym samym roku zdobył również srebrny medal w tej konkurencji podczas mistrzostw Europy, na których wyprzedził go tylko Piet Dickentman z Holandii, a w 1894 roku został mistrzem Francji. Czterokrotnie zwyciężał we francuskich zawodach torowych Bol d'Or: 1894, 1895, 1898 i 1902. Startował również w wyścigach szosowych, wygrywając między innymi Bordeaux-Paryż w 1899 roku. Nigdy nie wystąpił na igrzyskach olimpijskich.